# Portada/efemèride octubre 26
La Biblioteca-Museu Víctor Balaguer
« 25 d'octubre · 26 d'octubre · 27 d'octubre »